# Wereldkampioenschap rally in 2004
Het Wereldkampioenschap rally in 2004 was de tweeëndertigste jaargang van het Wereldkampioenschap rally (internationaal het World Rally Championship), georganiseerd door de Fédération Internationale de l'Automobile (FIA).